# Eddingtonmedaljen
Eddingtonmedaljen (Eddington Medal), har fått sitt namn efter Sir Arthur Eddington och blev tidigare utdelad ungefär vartannat eller var tredje år av Royal Astronomical Society för meriterat arbete inom teoretisk astrofysik. Sedan 2013 har utmärkelsen delats ut årligen.

## Mottagare
- 1953  Georges Lemaître[1]
- 1955  Hendrik C. van de Hulst [2]
- 1958  Horace W. Babcock[3]
- 1959  James Stanley Hey[4]
- 1960  Robert d'Escourt Atkinson[5]
- 1961  Hans Albrecht Bethe[6]
- 1962  André Lallemand[7]
- 1963  J. A. R. Sandage, Martin Schwarzschild[8]
- 1964  Herbert Friedman, Richard Tousey[9]
- 1965  Robert Pound, Glen A. Rebka[10]
- 1966  Rupert Wildt[11]
- 1967  Robert F. Christy[12]
- 1968  Robert Hanbury Brown, Richard Q. Twiss[13]
- 1969  Antony Hewish[14]
- 1970  Chūshirō Hayashi[15]
- 1971  Desmond George King-Hele[16]
- 1972  Paul Ledoux[17]
- 1975  Stephen Hawking, Roger Penrose[18]
- 1978  William A. Fowler[19]
- 1981  James Peebles[20]
- 1984  Donald Lynden-Bell[21]
- 1987  Bohdan Paczynski[22]
- 1990  Icko Iben[23]
- 1993  Leon Mestel[24]
- 1996  Alan Guth[25]
- 1999  Roger Blandford
- 2002  Douglas O. Gough
- 2005  Rudolph Kippenhahn[26]
- 2007  Igor D. Novikov[27]
- 2009  Jim Pringle[28]
- 2011  Gilles Chabrier[29]
- 2013  James Binney[30]
- 2014  Andrew R. King[31]
- 2015  Rashid Sunyaev[32]
- 2016  Anthony Bell[33]
- 2017  Cathie Clarke
- 2018  Claudia Maraston
- 2019  Bernard F. Schutz
- 2020  Steven Balbus
- 2021  Hiranya Peiris[34]